# 그녀의 조각들
《그녀의 조각들》(영어: Pieces of a Woman)은 2020년 제작된 헝가리, 캐나다, 미국의 드라마 영화로, 코르넬 문드럭초가 감독을 맡았다. 코르넬 문드럭초 감독의 첫 영어 연출작이다. 2020 베네치아 영화제 황금사자상 경쟁후보작이며, 배우  버네사 커비가 볼피컵 여우주연상을 수상했다.

## 출연

### 주연
- 버네사 커비 : 마사 역
- 샤이아 러버프 : 숀 역
- 엘렌 버스틴 : 엘리자베스 역

### 조연
- 일라이자 슐레징거 : 아니타 역
- 베니 사프디 : 크리스 역

## 수상
- 2020년 제17회 베니스국제영화제 수상 볼피컵 여우주연상 (버네사 커비)
- 2020년 제45회 토론토국제영화제 후보 갈라스 부문
- 2021년 제41회 런던 비평가 협회상 후보 여우조연, 여우주연, 영국여우주연상